# Parco delle Sabine
Il Parco delle Sabine è un un'area del Comune di Roma, nel quartiere Porta di Roma-Colle Salario, che non è ancora stata acquisita al patrimonio del Comune di Roma. In quest'area sono ancora in corso i lavori per realizzare il cosiddetto Parco delle Sabine come opera a scomputo ancora non eseguita dal soggetto attuatore della convenzione Bufalotta. 
Si estende per circa 170 ettari, tra i quartieri di Colle Salario, Porta di Roma, Fidene, Casale Nei e Serpentara, e rappresenta un polmone verde di rilevanza per il quartiere. Quando sarà realizzato rappresenterà il terzo parco cittadino più grande di Roma per estensione (ad eccezione di Villa Borghese e di Villa Ada).
Il Parco delle Sabine si estende dalla riserva della Marcigliana fino al quartiere Serpentara attraversando il viadotto Gronchi su un fronte, e Viale Carmelo Bene sull'altro fronte con i quartieri Porta di Roma e Colle Salario, sempre all'interno del Municipio III del Comune di Roma.
Il settore edilizio è in costante espansione, con la realizzazione di abitazioni moderne e di elevato pregio economico, in particolare quelle situate nelle vicinanze di Colle Salario.
Il parco è una meta molto frequentata sia dai residenti del quartiere in cui è situato, sia dagli abitanti dei quartieri limitrofi.
Durante gli scavi per la costruzione del quartiere Porta di Roma che ospita il Parco delle Sabine sono emersi numerosi reperti tra cui resti di ville, di casali e perfino un mosaico, oggi esposto all'interno del vicino centro commerciale Porta di Roma, nell'area dedicata chiamata "Fidenae". 
Paolo Brogi in un articolo del 2005 del Corriere della Sera scriveva riguardo ai ritrovamenti emersi nella precedente tenuta Redicicoli ora Parco delle Sabine: “Una necropoli rilevante, quella di Fidene, antica cittadina dei Latini e più tardi «municipio» romano: una necropoli a lungo cercata e oggi finalmente localizzata. E poi una rete di strade romane suburbane che portavano verso Sabina e Castelli, compreso un tratto in basolato lungo cento metri. In più alcune ville romane, di cui una munita di un acquedotto locale sotterraneo lungo un chilometro. E ancora: una «mansio-statio», un’osteria che fungeva anche da lupanare, con tre mosaici policromi e uno bianco; un complesso idraulico, probabilmente un santuario, con resti di vasche e tubature, più alcune statue di età imperiale; un tesoro di 144 monete imperiali; una stipe votiva, le fosse in cui venivano gettate le offerte per le divinità, che ha restituito 600 oggetti di terracotta”. 
Il progetto inizialmente, a seguito dei ritrovamenti emersi, appoggiato anche dalla Soprintendenza prevedeva la costituzione di un parco archeologico che doveva integrare spazi verdi, residenziali e commerciali. 
L'Associazione Tutela Parco delle Sabine è impegnata dall'anno 2013 per ottenere la realizzazione del parco e l'acquisizione al patrimonio comunale come parco censito e gestito dal dipartimento Tutela Ambientale del Comune di Roma